# Sankt Margarethen an der Raab
Sankt Margarethen an der Raab osztrák mezőváros Stájerország Weizi járásában. 2018 januárjában 4074 lakosa volt. 

## Elhelyezkedése

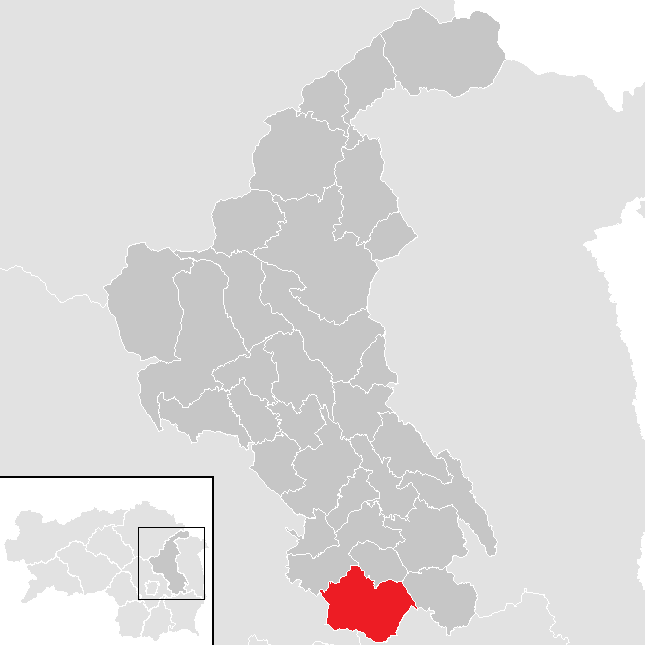
Sankt Margarethen an der Raab a Weizi járásban

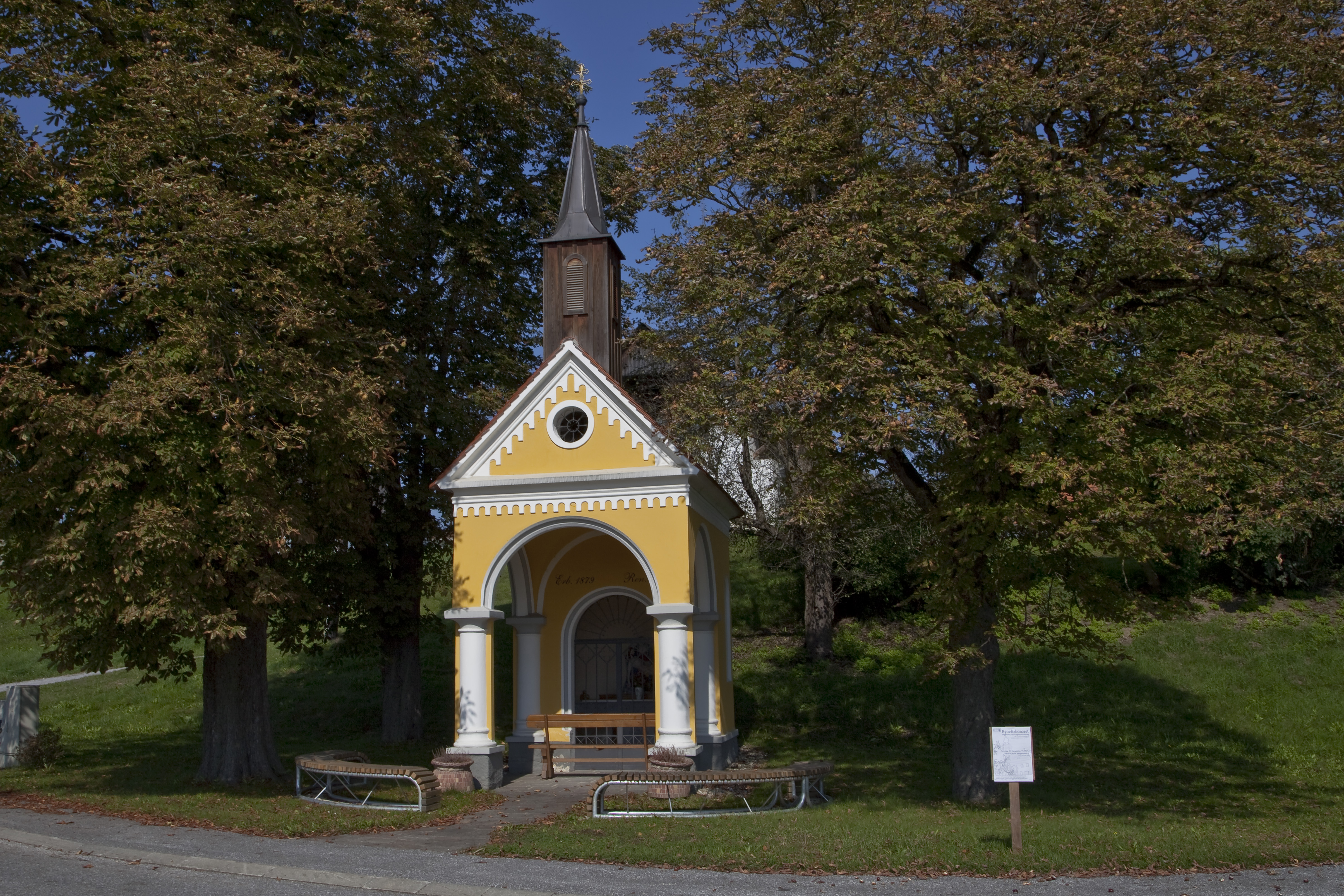
A zöbingi kápolna

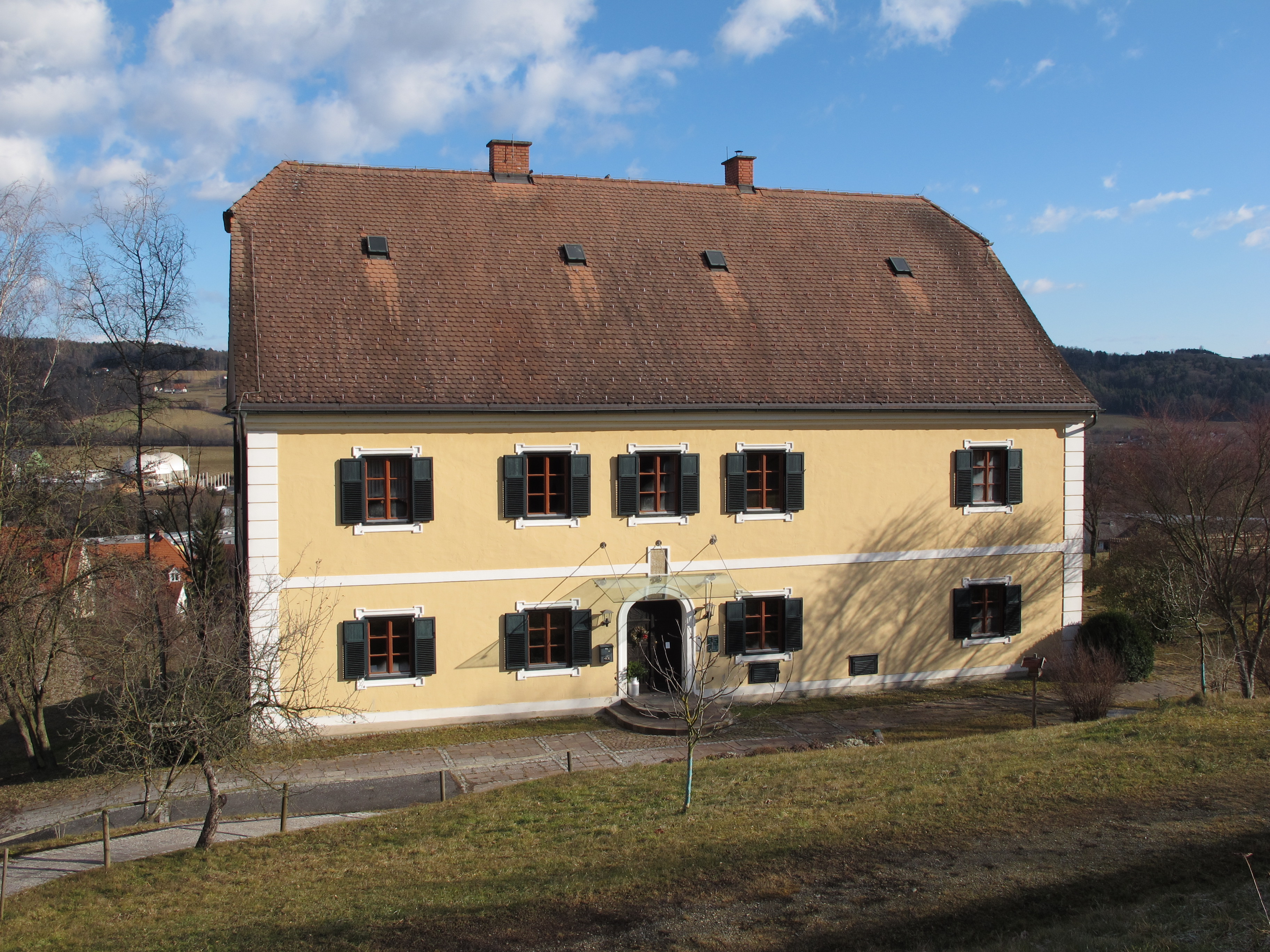
A műemléki védettségű plébánia

Sankt Margarethen an der Raab a Kelet-stájerországi dombságon fekszik, a Rába jobb partján. Legmagasabb pontja a 499 m-es Kleeberg. Az önkormányzat 8 települést egyesít: Entschendorf (538 lakos 2018-ban)
Goggitsch (287), Kroisbach (281), St. Margarethen an der Raab (1114), Sulz (507), Takern I (380), Takern II (605), Zöbing (362).
A környező önkormányzatok: északnyugatra Gleisdorf, északra Hofstätten an der Raab, keletre Markt Hartmannsdorf, délre Eichkögl és Kirchberg an der Raab, délnyugatra Sankt Marein bei Graz, nyugatra Nestelbach bei Graz.

## Története
St. Margarethen an der Raab templomát 1267-ben említik először, akkor még leányegyházként; plébániatemplomi státuszt 1295-ben kapott. A templomot 1510 körül átépítették. Az önkormányzat 1850-ben alakult meg, miután az 1848-as bécsi forradalom következtében megreformálták a birtokrendszert. Az önkormányzat mai, 8 katasztrális községből álló formáját 1968-ban nyerte el. 2010-ben St. Margarethent mezővárosi rangra emelték. 

## Lakosság
A Sankt Margarethen an der Raab-i önkormányzat területén 2018 januárjában 4074 fő élt. A lakosságszám 1961 óta gyarapodó tendenciát mutat. 2015-ben a helybeliek 97,4%-a volt osztrák állampolgár; a külföldiek közül 0,8% a régi (2004 előtti), 1,5% az új EU-tagállamokból érkezett. 2001-ben a lakosok 95%-a római katolikusnak, 2,4% pedig felekezeten kívülinek vallotta magát. Ugyanekkor 6 magyar élt a mezővárosban.

## Látnivalók
- a Szt. Margit-plébániatemplom és az 1802-ben épített plébánia
- a Szt. Anna-szobor
- a volt takerni vasútállomás
- a zöbingi kápolna

## Fordítás
- Ez a szócikk részben vagy egészben  a   St. Margarethen an der Raab című német Wikipédia-szócikk ezen változatának fordításán alapul.  Az eredeti cikk szerkesztőit annak laptörténete sorolja fel. Ez a jelzés csupán a megfogalmazás eredetét és a szerzői jogokat jelzi, nem szolgál a cikkben szereplő információk forrásmegjelöléseként.